# رسوایی بوندسلیگا (۱۹۶۵)
رسوایی بوندسلیگا در سال ۱۹۶۵ نام مجموعه تبانی‌های صورت گرفته در پی ناکامی‌های فدراسیون فوتبال آلمان برای اولین بار در فوریه ۱۹۶۵ می‌باشد.
این خبر برای نخستین بار جایی مطرح شد که مأمور رسیدگی به مسائل مالی فدراسیون از اختلافات هنگفت مالی در حساب باشگاه هرتابرلین آگاه شد که در آن بازیکنان مبالغ غیرقانونی دریافت کرده بودند. در طول جنگ سرد، بخش شرقی آلمان به وسیلهٔ اتحاد جماهیر شوروی اشغال گردیده بود و بسیاری از بازیکنان به دلیل شرایط فراهم آمده نمی‌خواستند در برلین مسابقه دهند؛ به همین دلیل، باشگاه هرتابرلین مجبور به پرداخت مبلغی اضافی به بازیکنان برای بازی کردند بدهد. این در حالی بود که بسیاری از دیگر تیم‌ها در آن زمان مبالغ غیرقانونی بیشتری به بازیکنانشان پرداخت می‌کردند اما به هر حال این هرتابرلین بود که توسط فدراسیون مجبور به پرداخت جریمه شد و همچنین از بوندسلیگا تازه تأسیس شده به دستهٔ دوم یعنی رجیونالیگا برلین (لیگ منطقه‌ای برلین) سقوط کرد.
بخاطر دلایل سیاسی، فدراسیون فوتبال آلمان سعی می‌کرد جایگاه برلین در رده اول لیگ را زنده کند و نماینده ای از برلین به بوندسلیگا بفرستد. در مسابقاتی که برای صعود به بوندسلیگا انجام شد، باشگاه بروسیا برلین در پایین‌ترین نقطهٔ جدول (پایین‌تر از بایرن مونیخ، ساربروخن و آلمانیا آخن) قرار داشت و بنابراین مجوز حضور در بوندسلیگا را نداشت. با این حساب، فدراسیون به دو باشگاه اسپاندوئر اس‌وی و تاسمانیا برلین روی انداخت؛ باشگاه‌هایی که در لیگ منطقه‌ای برلین جایگاه دوم و سوم را به دست آورده بودند. درخواست اسپاندوئر برای صعود به بوندسلیگا رد و مجوز آنها باطل شد و بنابراین تاسمانیا برلین به سطح اول فوتبال آلمان آمد.
این قضیه باعث اعتراض باشگاه‌هایی چون کارلسروهر و شالکه ۰۴ شد. درست بود که آنها از بوندسلیگا سقوط کرده بودند ولی احساس می‌کردند از تمامی تیمهایی که در شهر برلین واقع شده‌اند، قوی تر هستند و همین‌طور حق بیشتری نسبت به آنها برای حضور در بوندسلیگا دارند. در پی این اعتراضات، تعداد تیمهای بوندسلیگا از ۱۶ به ۱۸ تیم تغییر یافت تا این دو تیم نیز بتوانند در رقابت‌ها شرکت کنند.
تاسمانیا برلین که به تازگی و تنها با کمک فدراسیون به بوندسلیگا صعود کرده بود و هیچ حق و لیاقتی برای حضور در مسابقات نداشت، یکی از بدترین عملکردهای تاریخ بوندس‌لیگا را رقم زد؛ رکورد باخت‌های آنها تا به امروز بر جا مانده‌است.
در پی این رخدادها، فدراسیون فوتبال آلمان دست به تغییراتی در زمینهٔ مالی باشگاه‌ها زد و محدودیت‌هایی برای قیمت خرید بازیکنان و دستمزد و نیز پاداش‌های اضافی آنها اعمال کرد و کمی به اوضاع پیش آمده نظم داد.
این اتفاقات باعث از بین رفتن اعتبار بوندسلیگا در زمینهٔ جهانی و کم ارزش شدن آنها در بین لیگ‌های کشورهای برتر اروپایی همچون انگلستان و ایتالیا شدند و تغییرات انجام‌شده توسط فدراسیون فوتبال آلمان برای ایجاد نظم کافی لازم نبود و این منجر به روی‌دادن رسوایی بوندسلیگا (۱۹۷۱) در پنج سال بعد شود.